# Злате-Моравце (район)
Район Злате-Моравце (словац. Okres Zlaté Moravce) — район Словакии. Находится в Нитранском крае.

## Население
| Год:        | 1994   | 2004    | 2014    | 2024    |
| ----------- | ------ | ------- | ------- | ------- |
| Broj ljudi: | 43 913 | 43 109  | 41 127  | 40 722  |
| Разница:    |        | −1,83 % | −4,59 % | −0,98 % |

| Год:                | 2023   | 2024    |
| ------------------- | ------ | ------- |
| Количество человек: | 40 765 | 40 722  |
| Разница:            |        | −0,10 % |

### Статистические данные (2001)
Национальный состав:
- Словаки — 97,0 %
- Венгры — 1,1 %
- Чехи — 0,5 %

Конфессиональный состав:
- Католики — 89,9 %
- Лютеране — 0,9 %